# Championnats d'Europe de skyrunning 2025
Navigation
2023 2027
Les championnats d'Europe de skyrunning 2025 constituent la onzième édition des championnats d'Europe de skyrunning, compétition internationale gérée par la Fédération internationale de skyrunning. Ils ont lieu du 3 juillet au 5 juillet 2025 à Corteno Golgi et à Aprica en Italie.
Le SkyMarathon Sentiero 4 Luglio accueille les épreuves de SkyRace et d'Ultra SkyMarathon à Corteno Golgi. Le SkyMarathon de 42 km avec 2 735 m de dénivelé positif compte comme épreuve d'Ultra SkyMarathon et le Half SkyMarathon de 23 km avec 1 600 m de dénivelé positif compte comme épreuve de SkyRace. L'épreuve du kilomètre vertical se déroule dans le village voisin d'Aprica sur un parcours de 4 km pour 960 m de dénivelé.

## Résultats

### Kilomètre vertical
Invaincu cette année sur les épreuves de kilomètre vertical, l'Italien Daniel Thedy s'élance comme favori et confirme les pronostics en dominant la course pour remporter le titre en 34 min 43 s. Il devance de près d'une minute et demi le Norvégien Stian Angermund revenu à la compétition après une longue absence. L'Espagnol Jonatan Arobes Álvarez complète le podium.
La course féminine voit une lutte en tête entre l'Italienne Benedetta Broggi et la Suissesse Paola Stampanoni. Benedetta Broggi parvient à faire la différence et s'impose en 42 min 0 s avec près d'une minute d'avance sur la Suissesse. L'Espagnole Onditz Iturbe complète le podium.
| Rang               | Athlète                  | Temps       |
| ------------------ | ------------------------ | ----------- |
| Médaille d'or      | Daniel Thedy             | 34 min 43 s |
| Médaille d'argent  | Stian Angermund          | 36 min 10 s |
| Médaille de bronze | Jonatan Arobes Álvarez   | 36 min 33 s |
| 4                  | Arnau Soldevila Busquets | 36 min 53 s |
| 5                  | Lucien Mermillon         | 36 min 57 s |
| 6                  | Zak Hanna                | 37 min 0 s  |
| 7                  | Erik Martin Nilsson      | 37 min 12 s |
| 8                  | Finlay Grant             | 37 min 29 s |
| 9                  | Marcello Ugazio          | 37 min 51 s |
| 10                 | Jan Peterzelt            | 37 min 59 s |

| Rang               | Athlète                  | Temps       |
| ------------------ | ------------------------ | ----------- |
| Médaille d'or      | Benedetta Broggi         | 42 min 0 s  |
| Médaille d'argent  | Paola Stampanoni         | 42 min 58 s |
| Médaille de bronze | Onditz Iturbe Arginzoniz | 44 min 26 s |
| 4                  | Isabel Calero Garau      | 44 min 41 s |
| 5                  | Anastasia Rubtsova       | 45 min 5 s  |
| 6                  | Louise Jernberg          | 45 min 17 s |
| 7                  | Laia Montoya García      | 45 min 51 s |
| 8                  | Agnes Josefsson          | 46 min 4 s  |
| 9                  | Elena Karanfiloska       | 47 min 51 s |
| 10                 | Sladjana Zagorac         | 48 min 30 s |

### Ultra SkyMarathon
Le Norvégien Stian Angermund ayant décidé de ne pas prendre le départ de l'épreuve d'Ultra SkyMarathon, l'Italien Cristian Minoggio s'élance comme grand favori. Il s'empare des commandes dès le début de la course et tire avantage de la connaissance du terrain pour imposer un rythme soutenu. Il court seul en tête et s'impose aisément avec près d'un quart d'heure d'avance sur son plus proche poursuivant. Il décroche ainsi son troisième titre européen. Son compatriote Luca Arrigoni effectue une solide course pour s'emparer de la médaille d'argent devant l'Espagnol Dimas Pereira.
Prenant un départ prudent, la Norvégienne Shangave Balendran crée la surprise en s'emparant de la tête de course dans la deuxième partie. Descendant sur un rythme soutenu, elle creuse l'écart sur ses adversaires et s'impose avec un quart d'heure d'avance sur ses poursuivantes. La Roumaine Ioana Mădălina Amariei parvient à s'emparer de justesse de la médaille d'argent pour onze secondes devant l'Italienne Roberta Jacquin.
| Rang               | Athlète                 | Temps           |
| ------------------ | ----------------------- | --------------- |
| Médaille d'or      | Cristian Minoggio       | 4 h 30 min 26 s |
| Médaille d'argent  | Luca Arrigoni           | 4 h 43 min 21 s |
| Médaille de bronze | Dimas Pereira Obaya     | 4 h 48 min 38 s |
| 4                  | Samuel Ponce Alvarez    | 4 h 51 min 9 s  |
| 5                  | Marc Ollé Bernades      | 4 h 56 min 18 s |
| 6                  | Luis Fernandes          | 5 h 4 min 41 s  |
| 7                  | Johannes Krondorfer     | 5 h 7 min 8 s   |
| 8                  | Aleksandar Stojkoski    | 5 h 9 min 39 s  |
| 9                  | Claudio Díaz Castán     | 5 h 12 min 15 s |
| 10                 | Oliver Plassen-Brandvol | 5 h 12 min 17 s |

| Rang               | Athlète                  | Temps           |
| ------------------ | ------------------------ | --------------- |
| Médaille d'or      | Shangave Balendran       | 5 h 23 min 25 s |
| Médaille d'argent  | Ioana Mădălina Amariei   | 5 h 38 min 58 s |
| Médaille de bronze | Roberta Jacquin          | 5 h 39 min 9 s  |
| 4                  | Barbro Fjällstedt Oljans | 5 h 43 min 25 s |
| 5                  | Patricia Pineda Cornejo  | 5 h 58 min 59 s |
| 6                  | Gemma Arenas Alcázar     | 5 h 59 min 14 s |
| 7                  | Alba Villanova Del Moral | 6 h 6 min 22 s  |
| 8                  | Yana Vasianovych         | 6 h 6 min 47 s  |
| 9                  | Margherita De Giuli      | 6 h 8 min 49 s  |
| 10                 | Marina Fidler            | 6 h 18 min 39 s |

### SkyRace
Le Suédois Martin Nilsson prend un départ rapide mais voit revenir sur lui l'Espagnol Fabián Venero. Les deux hommes se livrent alors un duel serré en deuxième partie de course. Fabián Venero parvient à prendre l'avantage mais Martin Nilsson le rattrape dans les derniers kilomètres. Les deux hommes terminent la course au sprint, à l'avantage de l'Espagnol pour trois secondes. Le Français Lucien Mermillon effectue une solide course pour compléter le podium.
Forte de son titre sur l'épreuve du kilomètre vertical, l'Italienne Benedetta Broggi prend la première les commandes de la course. La Russe Anastasia Roubtsova, qui court sous banière neutre, effectue une solide seconde partie de course et double l'Italienne, qui lève le pied, pour s'offrir le titre. La Suédoise Agnes Josefsson, partie prudemment, tire avantage de la descente finale pour effectuer une grosse remontée et parvient à s'offrir la médaille d'argent. L'Italienne Corinna Ghirardi termine la course au sprint pour remporter la médaille de bronze avec douze secondes d'avance sur la Suédoise Louise Jernberg.
| Rang               | Athlète                  | Temps           |
| ------------------ | ------------------------ | --------------- |
| Médaille d'or      | Fabián Venero Jiménez    | 2 h 3 min 52 s  |
| Médaille d'argent  | Erik Martin Nilsson      | 2 h 3 min 55 s  |
| Médaille de bronze | Lucien Mermillon         | 2 h 4 min 48 s  |
| 4                  | Gianluca Ghiano          | 2 h 8 min 43 s  |
| 5                  | Nicolás Molina Augustín  | 2 h 9 min 17 s  |
| 6                  | Aleksandr Antonov        | 2 h 10 min 24 s |
| 7                  | Lorenzo Rota Martir      | 2 h 10 min 41 s |
| 8                  | Jaime Romo Santamaría    | 2 h 13 min 40 s |
| 9                  | Arnau Soldevila Busquets | 2 h 14 min 17 s |
| 10                 | Jan Peterzelt            | 2 h 14 min 26 s |

| Rang               | Athlète             | Temps           |
| ------------------ | ------------------- | --------------- |
| Médaille d'or      | Anastasia Rubtsova  | 2 h 29 min 42 s |
| Médaille d'argent  | Agnes Josefsson     | 2 h 30 min 49 s |
| Médaille de bronze | Corinna Ghirardi    | 2 h 32 min 3 s  |
| 4                  | Louise Jernberg     | 2 h 32 min 15 s |
| 5                  | Benedetta Broggi    | 2 h 35 min 53 s |
| 6                  | Ana Granda Vallés   | 2 h 36 min 41 s |
| 7                  | Isabel Calero Garau | 2 h 37 min 17 s |
| 8                  | Francesca Rusconi   | 2 h 39 min 54 s |
| 9                  | Therese Dahl Årvik  | 2 h 41 min 46 s |
| 10                 | Rens Nijman         | 2 h 42 min 13 s |

### Combiné
| Rang               | Athlète               |
| ------------------ | --------------------- |
| Médaille d'or      | Fabián Venero Jiménez |
| Médaille d'argent  | Erik Martin Nilsson   |
| Médaille de bronze | Lucien Mermillon      |

| Rang               | Athlète            |
| ------------------ | ------------------ |
| Médaille d'or      | Anastasia Rubtsova |
| Médaille d'argent  | Benedetta Broggi   |
| Médaille de bronze | Agnes Josefsson    |

### Nations
| Rang               | Pays    | Vertical | Sky | Ultra | Total |
| ------------------ | ------- | -------- | --- | ----- | ----- |
| Médaille d'or      | Italie  | 310      | 282 | 326   | 918   |
| Médaille d'argent  | Espagne | 292      | 298 | 326   | 870   |
| Médaille de bronze | Suède   | 228      | 288 | 188   | 704   |